# Campo Alianza

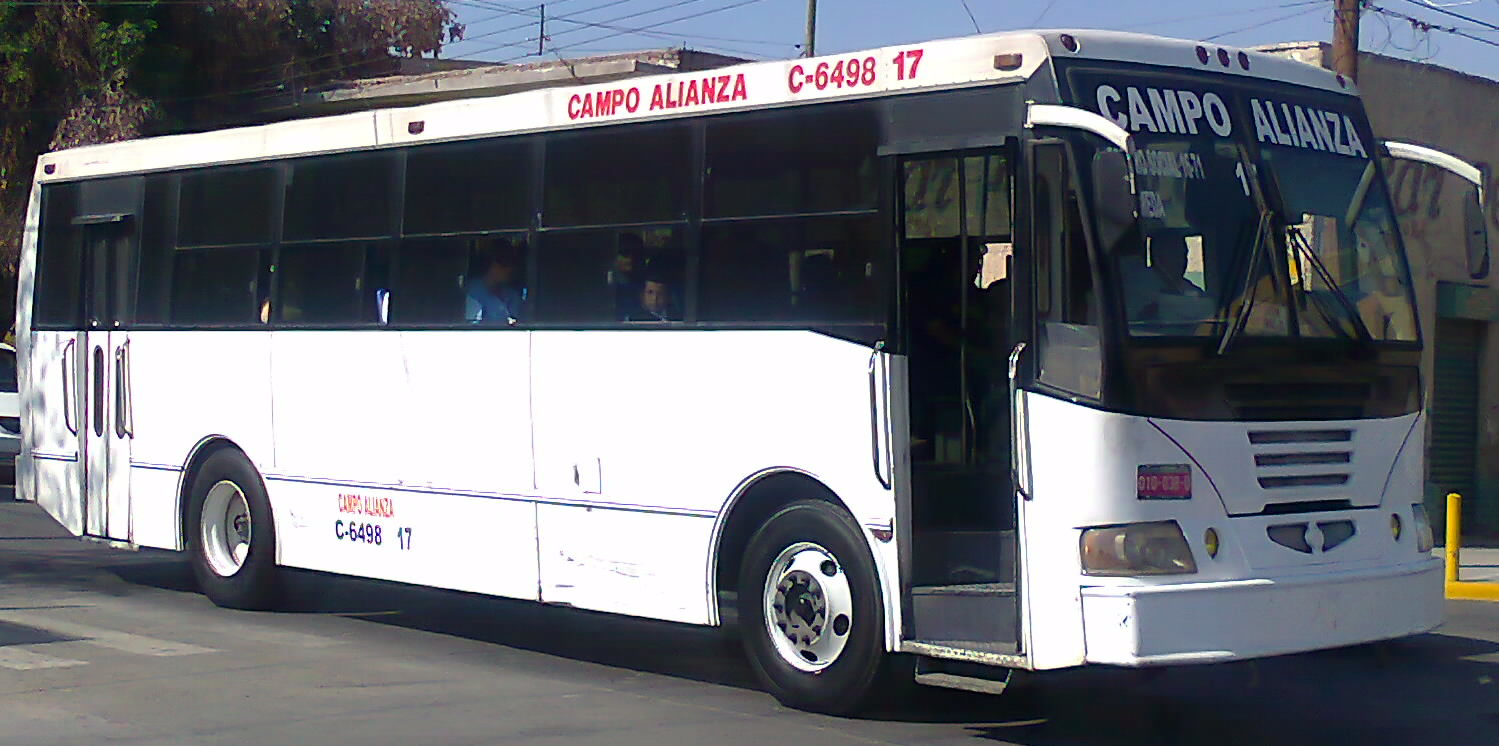
Una unidad de la ruta.

Campo Alianza es una de las rutas más tradicionales de Torreón.

## Ramales

### Ruta 14: Fovissste-La Rosita

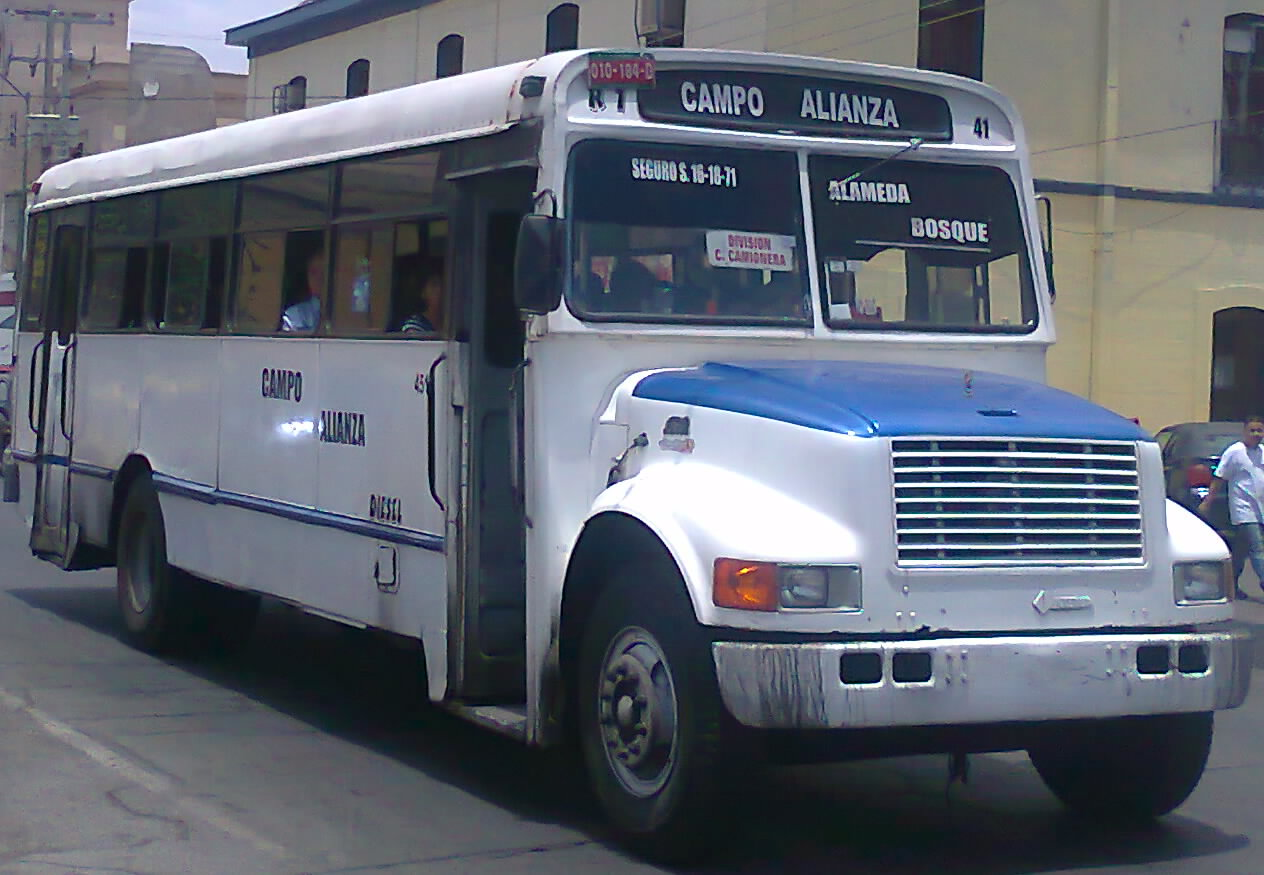
Un autobús de la ruta.

Su destino es llegar al Paseo del Tecnológico, primero va a la calle Seguro.

### Ruta 17: Monterreal-Revolución-Alianza
Tiene como destino de salida el Franccionamiento Monterreal, luego se van por toda la Torreón-Matamoros, hasta llegar a la Avenida Torreón Viejo, el camino de vuelta es el mismo, pero de forma inversa.

### Commons
- Wikimedia Commons alberga una categoría multimedia sobre Campo Alianza.

- Datos: Q5745696